# 金銅阿彌陀如來坐像
35°47′24″N 129°19′54″E / 35.789970°N 129.331599°E
金銅阿彌陀如來坐像（韓語：금동아미타여래좌상），為一尊建立於統一新羅時期（西元668－935年）的佛像，位於韓國慶尚北道慶州市之佛國寺極樂殿內，距今有超過一千二百年的歷史。金銅阿彌陀如來坐像在1962年12月被列為韓國國寶第27號。

## 簡介
金銅阿彌陀如來坐像位於佛國寺極樂殿內，其為阿彌陀佛的形象化。佛國寺為統一新羅時代的宰相金大城為紀念現世父母而建。金銅阿彌陀如來坐像高1.66公尺，佛像雙腳盤腿，右手置於腿上，左手向前微伸，兩手持說法印。身上穿著露出右肩的袈裟，袈裟衣紋寫實自然，造型風格與石窟庵佛像相似。有說法認為佛像為了新羅第24代君主真興王的母親所建，但從雕刻的形式判定，應為8世紀中葉的作品較有可能。金銅阿彌陀如來坐像在1962年12月10日被列為韓國國寶第27號。
金銅阿彌陀如來坐像通過寬闊的肩膀、厚實的胸膛、束腰等，可以見到簡練的統一新羅時代佛像樣式。佛國寺的「金銅阿彌陀如來坐像」、「金銅毗盧遮那佛坐像」，以及栢栗寺「金銅藥師如來立像」（韓國國寶第28號）合稱為統一新羅時期三大青銅鎏金佛像。